# Rockpalast
Rockpalast est une émission de télévision allemande qui diffuse des concerts. L'émission est diffusée par la WDR depuis sa création en 1974. L'émission a été créée par Christian Wagner et produite par Peter Rüchel (de). Des centaines de groupes allemands et internationaux ont été diffusés. Certains de ces concerts ont fait l'objet d'une  publication en disque ou vidéo. La diffusion de l'émission sera suspendue en 1986 avant de revenir à l'antenne en 1990.